# Boulot
Boulot és un municipi francès situat al departament de l'Alt Saona i a la regió de Borgonya - Franc Comtat. L'any 2007 tenia 532 habitants.

## Demografia

### Població
El 2007 la població de fet de Boulot era de 532 persones. Hi havia 202 famílies, de les quals 44 eren unipersonals (20 homes vivint sols i 24 dones vivint soles), 69 parelles sense fills, 73 parelles amb fills i 16 famílies monoparentals amb fills.
La població ha evolucionat segons el següent gràfic:
Habitants censats

### Habitatges
El 2007 hi havia 239 habitatges, 211 eren l'habitatge principal de la família, 20 eren segones residències i 8 estaven desocupats. 221 eren cases i 17 eren apartaments. Dels 211 habitatges principals, 158 estaven ocupats pels seus propietaris, 50 estaven llogats i ocupats pels llogaters i 3 estaven cedits a títol gratuït; 2 tenien una cambra, 7 en tenien dues, 31 en tenien tres, 58 en tenien quatre i 113 en tenien cinc o més. 192 habitatges disposaven pel capbaix d'una plaça de pàrquing. A 79 habitatges hi havia un automòbil i a 114 n'hi havia dos o més.

### Piràmide de població
La piràmide de població per edats i sexe el 2009 era:
| Homes | Edats   | Dones |
| ----- | ------- | ----- |
| 0     | 95 o +  | 0     |
| 0     | 90 a 94 | 0     |
| 0     | 85 a 89 | 4     |
| 0     | 80 a 84 | 0     |
| 4     | 75 a 79 | 4     |
| 16    | 70 a 74 | 12    |
| 20    | 65 a 69 | 12    |
| 12    | 60 a 64 | 12    |
| 0     | 55 a 59 | 8     |
| 24    | 50 a 54 | 4     |
| 12    | 45 a 49 | 20    |
| 4     | 40 a 44 | 4     |
| 20    | 35 a 39 | 4     |
| 20    | 30 a 34 | 32    |
| 36    | 25 a 29 | 12    |
| 8     | 20 a 24 | 4     |
| 4     | 15 a 19 | 8     |
| 16    | 10 a 14 | 20    |
| 4     | 5 a 9   | 4     |
| 20    | 0 a 4   | 16    |

## Economia
El 2007 la població en edat de treballar era de 356 persones, 266 eren actives i 90 eren inactives. De les 266 persones actives 247 estaven ocupades (136 homes i 111 dones) i 18 estaven aturades (8 homes i 10 dones). De les 90 persones inactives 37 estaven jubilades, 26 estaven estudiant i 27 estaven classificades com a «altres inactius».

### Ingressos
El 2009 a Boulot hi havia 242 unitats fiscals que integraven 603 persones, la mediana anual d'ingressos fiscals per persona era de 19.578 €.

### Activitats econòmiques
Dels 17 establiments que hi havia el 2007, 1 era d'una empresa de fabricació d'altres productes industrials, 10 d'empreses de construcció, 1 d'una empresa de transport, 1 d'una empresa d'hostatgeria i restauració, 3 d'empreses de serveis i 1 d'una empresa classificada com a «altres activitats de serveis».
Dels 7 establiments de servei als particulars que hi havia el 2009, 1 era un paleta, 1 guixaire pintor, 2 fusteries i 3 lampisteries.
L'any 2000 a Boulot hi havia 5 explotacions agrícoles.

## Poblacions més properes
El següent diagrama mostra les poblacions més properes.